# Lady Gaga/Diskografie
Diese Diskografie ist eine Übersicht über die musikalischen Werke der US-amerikanischen Popsängerin Lady Gaga. Den Quellenangaben und Schallplattenauszeichnungen zufolge verkaufte sie bisher mehr als 222,2 Millionen Tonträger, davon alleine in ihrer Heimat über 111,3 Millionen. In Deutschland konnte sie über sieben Millionen Tonträger verkaufen, womit sie zu den Interpretinnen mit den meisten Tonträgerverkäufen des Landes zählt. Ihre erfolgreichste Veröffentlichung ist das Debütalbum The Fame mit über 18 Millionen verkauften Einheiten. 
Ihre erfolgreichsten Veröffentlichungen in Deutschland sind die Single Poker Face und das Album The Fame mit je über 1,2 Millionen verkauften Einheiten. Damit zählen sie zu den meistverkauften Singles beziehungsweise meistverkauften Musikalben des Landes der 2000er-Jahre.

## Alben

### Studioalben
| Jahr | Titel Musiklabel                       | Höchstplatzierung, Gesamtwochen, AuszeichnungChartplatzierungen (Jahr, Titel, Musiklabel, Platzierungen, Wochen, Auszeichnungen, Anmerkungen) | Höchstplatzierung, Gesamtwochen, AuszeichnungChartplatzierungen (Jahr, Titel, Musiklabel, Platzierungen, Wochen, Auszeichnungen, Anmerkungen) | Höchstplatzierung, Gesamtwochen, AuszeichnungChartplatzierungen (Jahr, Titel, Musiklabel, Platzierungen, Wochen, Auszeichnungen, Anmerkungen) | Höchstplatzierung, Gesamtwochen, AuszeichnungChartplatzierungen (Jahr, Titel, Musiklabel, Platzierungen, Wochen, Auszeichnungen, Anmerkungen) | Höchstplatzierung, Gesamtwochen, AuszeichnungChartplatzierungen (Jahr, Titel, Musiklabel, Platzierungen, Wochen, Auszeichnungen, Anmerkungen) | Anmerkungen                                                  |
| Jahr | Titel Musiklabel                       | DE | AT | CH | UK | US | Anmerkungen                                                  |
| ---- | -------------------------------------- | --- | --- | --- | --- | --- | ------------------------------------------------------------ |
| 2008 | The Fame Interscope Records (UMG)      | DE1 ×6Sechsfachplatin · (… Wo.)DE | AT1 ×7Siebenfachplatin · (295 Wo.)AT | CH1 ×4Vierfachplatin · (… Wo.)CH | UK1 ×11Elffachplatin · (325 Wo.)UK | US2 ×6Sechsfachplatin · (… Wo.)US | Erstveröffentlichung: 19. August 2008 Verkäufe: + 18.000.000 |
| 2011 | Born This Way Interscope Records (UMG) | DE1 ×3Dreifachgold · (39 Wo.)DE | AT1 Platin · (32 Wo.)AT | CH1 Platin · (39 Wo.)CH | UK1 ×3Dreifachplatin · (60 Wo.)UK | US1 ×4Vierfachplatin · (61 Wo.)US | Erstveröffentlichung: 23. Mai 2011 Verkäufe: + 8.000.000     |
| 2013 | Artpop Interscope Records (UMG)        | DE3 (11 Wo.)DE | AT1 Gold · (10 Wo.)AT | CH2 Platin · (15 Wo.)CH | UK1 Gold · (16 Wo.)UK | US1 Platin · (29 Wo.)US | Erstveröffentlichung: 6. November 2013 Verkäufe: + 2.500.000 |
| 2016 | Joanne Interscope Records (UMG)        | DE6 (7 Wo.)DE | AT9 Gold · (3 Wo.)AT | CH3 (20 Wo.)CH | UK3 Gold · (22 Wo.)UK | US1 Platin · (49 Wo.)US | Erstveröffentlichung: 21. Oktober 2016 Verkäufe: + 1.422.500 |
| 2020 | Chromatica Interscope Records (UMG)    | DE3 (18 Wo.)DE | AT1 Gold · (14 Wo.)AT | CH1 Gold · (21 Wo.)CH | UK1 Gold · (24 Wo.)UK | US1 Platin · (41 Wo.)US | Erstveröffentlichung: 29. Mai 2020 Verkäufe: + 1.502.500     |
| 2025 | Mayhem Interscope Records (UMG)        | DE1 (… Wo.)DE | AT1 (20 Wo.)AT | CH1 (18 Wo.)CH | UK1 Gold · (18 Wo.)UK | US1 Platin · (… Wo.)US | Erstveröffentlichung: 7. März 2025 Verkäufe: + 1.332.500     |

### Gemeinschaftsalben
| Jahr | Titel Musiklabel                        | Höchstplatzierung, Gesamtwochen, AuszeichnungChartplatzierungen (Jahr, Titel, Musiklabel, Platzierungen, Wochen, Auszeichnungen, Anmerkungen) | Höchstplatzierung, Gesamtwochen, AuszeichnungChartplatzierungen (Jahr, Titel, Musiklabel, Platzierungen, Wochen, Auszeichnungen, Anmerkungen) | Höchstplatzierung, Gesamtwochen, AuszeichnungChartplatzierungen (Jahr, Titel, Musiklabel, Platzierungen, Wochen, Auszeichnungen, Anmerkungen) | Höchstplatzierung, Gesamtwochen, AuszeichnungChartplatzierungen (Jahr, Titel, Musiklabel, Platzierungen, Wochen, Auszeichnungen, Anmerkungen) | Höchstplatzierung, Gesamtwochen, AuszeichnungChartplatzierungen (Jahr, Titel, Musiklabel, Platzierungen, Wochen, Auszeichnungen, Anmerkungen) | Anmerkungen                                                                    |
| Jahr | Titel Musiklabel                        | DE | AT | CH | UK | US | Anmerkungen                                                                    |
| ---- | --------------------------------------- | --- | --- | --- | --- | --- | ------------------------------------------------------------------------------ |
| 2014 | Cheek to Cheek Interscope Records (UMG) | DE12 (4 Wo.)DE | AT6 (13 Wo.)AT | CH7 (8 Wo.)CH | UK10 Silber · (14 Wo.)UK | US1 Gold · (30 Wo.)US | Erstveröffentlichung: 19. September 2014 Verkäufe: + 988.000; mit Tony Bennett |
| 2021 | Love for Sale Interscope Records (UMG)  | DE5 (4 Wo.)DE | AT4 (3 Wo.)AT | CH2 (5 Wo.)CH | UK6 (2 Wo.)UK | US8 (6 Wo.)US | Erstveröffentlichung: 1. Oktober 2021 mit Tony Bennett                         |

### Remixalben
| Jahr | Titel Musiklabel                                             | Höchstplatzierung, Gesamtwochen, AuszeichnungChartplatzierungen (Jahr, Titel, Musiklabel, Platzierungen, Wochen, Auszeichnungen, Anmerkungen) | Höchstplatzierung, Gesamtwochen, AuszeichnungChartplatzierungen (Jahr, Titel, Musiklabel, Platzierungen, Wochen, Auszeichnungen, Anmerkungen) | Höchstplatzierung, Gesamtwochen, AuszeichnungChartplatzierungen (Jahr, Titel, Musiklabel, Platzierungen, Wochen, Auszeichnungen, Anmerkungen) | Höchstplatzierung, Gesamtwochen, AuszeichnungChartplatzierungen (Jahr, Titel, Musiklabel, Platzierungen, Wochen, Auszeichnungen, Anmerkungen) | Höchstplatzierung, Gesamtwochen, AuszeichnungChartplatzierungen (Jahr, Titel, Musiklabel, Platzierungen, Wochen, Auszeichnungen, Anmerkungen) | Anmerkungen                                                                        |
| Jahr | Titel Musiklabel                                             | DE | AT | CH | UK | US | Anmerkungen                                                                        |
| ---- | ------------------------------------------------------------ | --- | --- | --- | --- | --- | ---------------------------------------------------------------------------------- |
| 2010 | The Remix Interscope Records (UMG)                           | DE*DE | AT*AT | CH*CH | UK3 Gold · (23 Wo.)UK | US6 (24 Wo.)US | Erstveröffentlichung: 3. März 2010 Verkäufe: + 681.000; * siehe The Fame           |
| 2011 | Born This Way – The Remix Interscope Records (UMG)           | DE*DE | AT*AT | CH*CH | UK77 (1 Wo.)UK | US105 (2 Wo.)US | Erstveröffentlichung: 18. November 2011 Verkäufe: + 163.000; * siehe Born This Way |
| 2021 | Dawn of Chromatica: The Remix Album Interscope Records (UMG) | DE*DE | AT*AT | CH*CH | UK56 (1 Wo.)UK | US66 (1 Wo.)US | Erstveröffentlichung: 3. September 2021 * siehe Chromatica                         |

### Soundtracks
| Jahr | Titel Musiklabel                                                           | Höchstplatzierung, Gesamtwochen, AuszeichnungChartplatzierungen (Jahr, Titel, Musiklabel, Platzierungen, Wochen, Auszeichnungen, Anmerkungen) | Höchstplatzierung, Gesamtwochen, AuszeichnungChartplatzierungen (Jahr, Titel, Musiklabel, Platzierungen, Wochen, Auszeichnungen, Anmerkungen) | Höchstplatzierung, Gesamtwochen, AuszeichnungChartplatzierungen (Jahr, Titel, Musiklabel, Platzierungen, Wochen, Auszeichnungen, Anmerkungen) | Höchstplatzierung, Gesamtwochen, AuszeichnungChartplatzierungen (Jahr, Titel, Musiklabel, Platzierungen, Wochen, Auszeichnungen, Anmerkungen) | Höchstplatzierung, Gesamtwochen, AuszeichnungChartplatzierungen (Jahr, Titel, Musiklabel, Platzierungen, Wochen, Auszeichnungen, Anmerkungen) | Anmerkungen                                                                                             |
| Jahr | Titel Musiklabel                                                           | DE | AT | CH | UK | US | Anmerkungen                                                                                             |
| ---- | -------------------------------------------------------------------------- | --- | --- | --- | --- | --- | --- |
| 2018 | A Star Is Born Interscope Records (UMG)                                    | DE4 Platin · (58 Wo.)DE | AT2 ×3Dreifachplatin · (101 Wo.)AT | CH1 Platin · (125 Wo.)CH | UK1 ×2Doppelplatin · (64 Wo.)UK | US1 ×2Doppelplatin · (104 Wo.)US | Erstveröffentlichung: 5. Oktober 2018 Verkäufe: + 6.000.000; mit Bradley Cooper                         |
| 2022 | Top Gun: Maverick (Music from the Motion Picture) Interscope Records (UMG) | DE16 (14 Wo.)DE | AT7 (20 Wo.)AT | CH3 Gold · (31 Wo.)CH | UK— aUK | US17 (28 Wo.)US | Erstveröffentlichung: 27. Mai 2022 Verkäufe: + 20.000 mit Lorne Balfe, Harold Faltermeyer & Hans Zimmer |
| 2024 | Harlequin Interscope Records (UMG)                                         | DE9 (2 Wo.)DE | AT8 (2 Wo.)AT | CH4 (5 Wo.)CH | UK11 (2 Wo.)UK | US20 (1 Wo.)US | Erstveröffentlichung: 27. September 2024                                                                |
| 2024 | Joker: Folie à Deux Interscope Records (UMG)                               | DE43 (1 Wo.)DE | AT10 (1 Wo.)AT | CH21 (1 Wo.)CH | — | — | Erstveröffentlichung: 4. Oktober 2024 mit Joaquin Phoenix                                               |

### EPs
| Jahr | Titel Musiklabel                                 | Höchstplatzierung, Gesamtwochen, AuszeichnungChartplatzierungen (Jahr, Titel, Musiklabel, Platzierungen, Wochen, Auszeichnungen, Anmerkungen) | Höchstplatzierung, Gesamtwochen, AuszeichnungChartplatzierungen (Jahr, Titel, Musiklabel, Platzierungen, Wochen, Auszeichnungen, Anmerkungen) | Höchstplatzierung, Gesamtwochen, AuszeichnungChartplatzierungen (Jahr, Titel, Musiklabel, Platzierungen, Wochen, Auszeichnungen, Anmerkungen) | Höchstplatzierung, Gesamtwochen, AuszeichnungChartplatzierungen (Jahr, Titel, Musiklabel, Platzierungen, Wochen, Auszeichnungen, Anmerkungen) | Höchstplatzierung, Gesamtwochen, AuszeichnungChartplatzierungen (Jahr, Titel, Musiklabel, Platzierungen, Wochen, Auszeichnungen, Anmerkungen) | Anmerkungen                                                                     |
| Jahr | Titel Musiklabel                                 | DE | AT | CH | UK | US | Anmerkungen                                                                     |
| ---- | ------------------------------------------------ | --- | --- | --- | --- | --- | ------------------------------------------------------------------------------- |
| 2009 | The Cherrytree Sessions Interscope Records (UMG) | — | — | — | — | — | Erstveröffentlichung: 3. Februar 2009 Verkäufe: + 9.000                         |
| 2009 | The Fame Monster Interscope Records (UMG)        | DE*DE | AT*AT | CH*CH | UK*UK | US5 ×5Fünffachplatin · (74 Wo.)US | Erstveröffentlichung: 20. November 2009 Verkäufe: + 9.443.000; * siehe The Fame |
| 2011 | A Very Gaga Holiday Interscope Records (UMG)     | — | — | — | — | US52 (2 Wo.)US | Erstveröffentlichung: 22. November 2011 Verkäufe: + 45.000                      |

## Singles

### Als Leadmusikerin
| Jahr | Titel Album                                                                                        | Höchstplatzierung, Gesamtwochen, AuszeichnungChartplatzierungen (Jahr, Titel, Album, Platzierungen, Wochen, Auszeichnungen, Anmerkungen) | Höchstplatzierung, Gesamtwochen, AuszeichnungChartplatzierungen (Jahr, Titel, Album, Platzierungen, Wochen, Auszeichnungen, Anmerkungen) | Höchstplatzierung, Gesamtwochen, AuszeichnungChartplatzierungen (Jahr, Titel, Album, Platzierungen, Wochen, Auszeichnungen, Anmerkungen) | Höchstplatzierung, Gesamtwochen, AuszeichnungChartplatzierungen (Jahr, Titel, Album, Platzierungen, Wochen, Auszeichnungen, Anmerkungen) | Höchstplatzierung, Gesamtwochen, AuszeichnungChartplatzierungen (Jahr, Titel, Album, Platzierungen, Wochen, Auszeichnungen, Anmerkungen) | Anmerkungen                                                                                     |
| Jahr | Titel Album                                                                                        | DE | AT | CH | UK | US | Anmerkungen                                                                                     |
| --- | -------------------------------------------------------------------------------------------------- | --- | --- | --- | --- | --- | ----------------------------------------------------------------------------------------------- |
| 2008 | Just Dance The Fame                                                                                | DE10 ×2Doppelplatin · (54 Wo.)DE | AT8 ×2Doppelplatin · (51 Wo.)AT | CH8 ×2Doppelplatin · (56 Wo.)CH | UK1 ×3Dreifachplatin · (59 Wo.)UK | US1 Diamant + Platin · (49 Wo.)US | Erstveröffentlichung: 8. April 2008 Verkäufe: + 16.625.559; feat. Colby O’Donis                 |
| 2008 | Poker Face The Fame                                                                                | DE1 ×4Vierfachplatin · (77 Wo.)DE | AT1 ×3Dreifachplatin · (60 Wo.)AT | CH1 ×3Dreifachplatin · (73 Wo.)CH | UK1 ×4Vierfachplatin · (84 Wo.)UK | US1 Diamant · (40 Wo.)US | Erstveröffentlichung: 23. September 2008 Verkäufe: + 18.247.446                                 |
| 2009 | Eh, Eh (Nothing Else I Can Say) The Fame                                                           | — | — | — | — | US— GoldUS | Erstveröffentlichung: 10. Januar 2009 Verkäufe: + 602.500                                       |
| 2009 | LoveGame The Fame                                                                                  | DE7 Gold · (22 Wo.)DE | AT6 Gold · (21 Wo.)AT | CH15 (20 Wo.)CH | UK19 Platin · (22 Wo.)UK | US5 ×3Dreifachplatin · (22 Wo.)US | Erstveröffentlichung: 23. März 2009 Verkäufe: + 4.288.500                                       |
| 2009 | Paparazzi The Fame                                                                                 | DE1 ×3Dreifachgold · (35 Wo.)DE | AT3 Platin · (27 Wo.)AT | CH4 Gold · (28 Wo.)CH | UK4 ×2Doppelplatin · (49 Wo.)UK | US6 ×5Fünffachplatin · (27 Wo.)US | Erstveröffentlichung: 6. Juli 2009 Verkäufe: + 7.570.000                                        |
| 2009 | Bad Romance The Fame Monster                                                                       | DE1 ×3Dreifachgold · (44 Wo.)DE | AT1 ×2Doppelplatin · (32 Wo.)AT | CH2 Platin · (48 Wo.)CH | UK1 ×3Dreifachplatin · (57 Wo.)UK | US2 Diamant + Platin · (35 Wo.)US | Erstveröffentlichung: 25. Oktober 2009 Verkäufe: + 16.652.706                                   |
| 2010 | Telephone The Fame Monster                                                                         | DE3 Gold · (22 Wo.)DE | AT3 Platin · (24 Wo.)AT | CH4 Gold · (24 Wo.)CH | UK1 ×2Doppelplatin · (52 Wo.)UK | US3 ×5Fünffachplatin · (33 Wo.)US | Erstveröffentlichung: 26. Januar 2010 Verkäufe: + 9.547.342; feat. Beyoncé                      |
| 2010 | Alejandro The Fame Monster                                                                         | DE2 Platin · (34 Wo.)DE | AT2 Platin · (25 Wo.)AT | CH3 Platin · (38 Wo.)CH | UK7 Platin · (26 Wo.)UK | US5 ×4Vierfachplatin · (23 Wo.)US | Erstveröffentlichung: 20. April 2010 Verkäufe: + 6.395.000                                      |
| 2010 | Dance in the Dark The Fame Monster                                                                 | — | — | — | UK89 (1 Wo.)UK | — | Erstveröffentlichung: 26. Juli 2010 Verkäufe: + 70.000                                          |
| 2011 | Born This Way                                                                                      | DE1 Platin · (29 Wo.)DE | AT1 ×2Doppelplatin · (26 Wo.)AT | CH1 Platin · (30 Wo.)CH | UK3 ×2Doppelplatin · (42 Wo.)UK | US1 ×6Sechsfachplatin · (20 Wo.)US | Erstveröffentlichung: 11. Februar 2011 Verkäufe: + 10.065.100                                   |
| 2011 | Judas Born This Way                                                                                | DE23 (9 Wo.)DE | AT6 Gold · (13 Wo.)AT | CH8 (13 Wo.)CH | UK8 Platin · (16 Wo.)UK | US10 ×2Doppelplatin · (8 Wo.)US | Erstveröffentlichung: 15. April 2011 Verkäufe: + 3.457.800                                      |
| 2011 | The Edge of Glory Born This Way                                                                    | DE3 Gold · (34 Wo.)DE | AT3 Platin · (17 Wo.)AT | CH10 Gold · (24 Wo.)CH | UK6 Platin · (43 Wo.)UK | US3 ×4Vierfachplatin · (24 Wo.)US | Erstveröffentlichung: 9. Mai 2011 Verkäufe: + 6.189.500                                         |
| 2011 | Yoü and I Born This Way                                                                            | DE21 (9 Wo.)DE | AT8 (13 Wo.)AT | CH32 (12 Wo.)CH | UK23 Silber · (13 Wo.)UK | US6 ×3Dreifachplatin · (20 Wo.)US | Erstveröffentlichung: 23. August 2011 Verkäufe: + 3.527.500                                     |
| 2011 | Marry the Night Born This Way                                                                      | DE17 (17 Wo.)DE | AT13 (8 Wo.)AT | CH34 (11 Wo.)CH | UK16 Silber · (13 Wo.)UK | US29 Platin · (12 Wo.)US | Erstveröffentlichung: 15. November 2011 Verkäufe: + 1.454.454                                   |
| 2013 | Applause Artpop                                                                                    | DE5 Gold · (22 Wo.)DE | AT6 Platin · (15 Wo.)AT | CH7 (21 Wo.)CH | UK5 Platin · (20 Wo.)UK | US4 ×4Vierfachplatin · (23 Wo.)US | Erstveröffentlichung: 12. August 2013 Verkäufe: + 6.135.000                                     |
| 2013 | Do What U Want Artpop                                                                              | DE14 Gold · (21 Wo.)DE | AT10 (16 Wo.)AT | CH14 (18 Wo.)CH | UK9 Gold · (15 Wo.)UK | US13 Platin · (19 Wo.)US | Erstveröffentlichung: 21. Oktober 2013 Verkäufe: + 4.182.809; feat. R. Kelly                    |
| 2014 | G.U.Y. Artpop                                                                                      | — | — | — | — | US76 (1 Wo.)US | Erstveröffentlichung: 28. März 2014 Verkäufe: + 123.362                                         |
| 2014 | Anything Goes Cheek to Cheek                                                                       | — | — | — | — | — | Erstveröffentlichung: 29. Juli 2014 mit Tony Bennett; Original: Reno Sweeney & Company          |
| 2014 | I Can’t Give You Anything but Love Cheek to Cheek                                                  | — | — | — | — | — | Erstveröffentlichung: 19. August 2014 mit Tony Bennett; Original: Jimmy McHugh & Dorothy Fields |
| 2015 | Til It Happens to You Freiwild – Tatort Universität (O.S.T.)                                       | — | — | — | — | US95 (1 Wo.)US | Erstveröffentlichung: 18. September 2015                                                        |
| 2016 | Perfect Illusion Joanne                                                                            | DE31 (2 Wo.)DE | AT21 (4 Wo.)AT | CH16 (4 Wo.)CH | UK12 Silber · (6 Wo.)UK | US15 Gold · (6 Wo.)US | Erstveröffentlichung: 9. September 2016 Verkäufe: + 955.000                                     |
| 2016 | Million Reasons Joanne                                                                             | DE85 Gold · (1 Wo.)DE | AT52 Platin · (3 Wo.)AT | CH7 (29 Wo.)CH | UK39 Platin · (10 Wo.)UK | US4 ×3Dreifachplatin · (20 Wo.)US | Erstveröffentlichung: 6. Oktober 2016 Verkäufe: + 5.115.000                                     |
| 2017 | The Cure –                                                                                         | DE57 (12 Wo.)DE | AT37 (8 Wo.)AT | CH41 (8 Wo.)CH | UK19 Gold · (11 Wo.)UK | US39 Platin · (14 Wo.)US | Erstveröffentlichung: 16. April 2017 Verkäufe: + 1.786.000                                      |
| 2017 | Joanne                                                                                             | — | — | — | — | — | Erstveröffentlichung: 22. Dezember 2017                                                         |
| 2018 | Shallow A Star Is Born (O.S.T.)                                                                    | DE4 Platin · (58 Wo.)DE | AT1 ×5Fünffachplatin · (58 Wo.)AT | CH1 ×2Doppelplatin · (212 Wo.)CH | UK1 ×6Sechsfachplatin · (115 Wo.)UK | US1 ×4Vierfachplatin · (45 Wo.)US | Erstveröffentlichung: 28. September 2018 Verkäufe: + 15.123.333; mit Bradley Cooper             |
| 2018 | Always Remember Us This Way A Star Is Born (O.S.T.)                                                | DE84 Gold · (4 Wo.)DE | AT25 ×2Doppelplatin · (20 Wo.)AT | CH7 Gold · (77 Wo.)CH | UK25 ×2Doppelplatin · (11 Wo.)UK | US41 Platin · (9 Wo.)US | Erstveröffentlichung: 25. November 2018 Verkäufe: + 6.033.333                                   |
| 2019 | I’ll Never Love Again A Star Is Born (O.S.T.)                                                      | — | AT73 Gold · (1 Wo.)AT | CH14 (27 Wo.)CH | UK27 Platin · (9 Wo.)UK | US36 Platin · (7 Wo.)US | Erstveröffentlichung: 27. Mai 2019 Verkäufe: + 2.783.333; mit Bradley Cooper                    |
| 2020 | Stupid Love Chromatica                                                                             | DE21 (8 Wo.)DE | AT17 Gold · (9 Wo.)AT | CH6 (12 Wo.)CH | UK5 Platin · (16 Wo.)UK | US5 Platin · (10 Wo.)US | Erstveröffentlichung: 28. Februar 2020 Verkäufe: + 2.440.000                                    |
| 2020 | Rain on Me Chromatica                                                                              | DE9 Gold · (15 Wo.)DE | AT8 Platin · (16 Wo.)AT | CH5 (19 Wo.)CH | UK1 ×2Doppelplatin · (32 Wo.)UK | US1 ×2Doppelplatin · (20 Wo.)US | Erstveröffentlichung: 22. Mai 2020 Verkäufe: + 6.112.000; mit Ariana Grande                     |
| 2020 | Free Woman Chromatica                                                                              | — | — | — | — | — | Erstveröffentlichung: 28. August 2020 Verkäufe: + 40.000                                        |
| 2020 | 911 Chromatica                                                                                     | — | — | — | — | — | Erstveröffentlichung: 18. September 2020 Verkäufe: + 230.000                                    |
| 2021 | I Get a Kick Out of You Love for Sale                                                              | — | — | — | — | — | Erstveröffentlichung: 3. August 2021 mit Tony Bennett; Original: Ethel Merman                   |
| 2021 | Love for Sale                                                                                      | — | — | — | — | — | Erstveröffentlichung: 17. September 2021 mit Tony Bennett; Original: The Peddlers               |
| 2022 | Hold My Hand Top Gun: Maverick (Music from the Motion Picture)                                     | DE72 (20 Wo.)DE | AT32 Platin · (23 Wo.)AT | CH5 Platin · (31 Wo.)CH | UK24 Gold · (16 Wo.)UK | US49 (10 Wo.)US | Erstveröffentlichung: 3. Mai 2022 Verkäufe: + 1.298.333                                         |
| 2023 | Bloody Mary Born This Way                                                                          | DE31 (10 Wo.)DE | AT32 Gold · (8 Wo.)AT | CH29 (11 Wo.)CH | UK22 Gold · (8 Wo.)UK | US41 (18 Wo.)US | Erstveröffentlichung: 15. März 2023 Verkäufe: + 910.000                                         |
| 2024 | Die with a Smile Mayhem                                                                            | DE4 Gold · (… Wo.)DE | AT2 Platin · (… Wo.)AT | CH1 Platin · (… Wo.)CH | UK2 ×2Doppelplatin · (… Wo.)UK | US1 (… Wo.)US | Erstveröffentlichung: 16. August 2024 Verkäufe: + 4.483.333; feat. Bruno Mars                   |
| 2024 | Disease Mayhem                                                                                     | DE70 (1 Wo.)DE | AT52 (1 Wo.)AT | CH27 (2 Wo.)CH | UK7 Silber · (18 Wo.)UK | US27 (9 Wo.)US | Erstveröffentlichung: 25. Oktober 2024 Verkäufe: + 420.000                                      |
| 2025 | Abracadabra Mayhem                                                                                 | DE4 (… Wo.)DE | AT5 Gold · (… Wo.)AT | CH5 Gold · (… Wo.)CH | UK3 Gold · (17 Wo.)UK | US13 (20 Wo.)US | Erstveröffentlichung: 3. Februar 2025 Verkäufe: + 1.220.000                                     |
| Folgende Lieder erschienen nicht als Single, wurden aber durch das Album zum Download und Streaming bereitgestellt und konnten somit eine Platzierung erlangen: | | | | | | |                                                                                                 |
| | | | | | | |                                                                                                 |
| 2009 | Monster The Fame Monster                                                                           | — | — | — | UK68 (1 Wo.)UK | US— GoldUS | Charteinstieg: 5. Dezember 2009 Verkäufe: + 535.000                                             |
| 2009 | So Happy I Could Die The Fame Monster                                                              | — | — | — | UK84 (1 Wo.)UK | — | Charteinstieg: 5. Dezember 2009                                                                 |
| 2009 | Speechless The Fame Monster                                                                        | — | — | — | UK88 (1 Wo.)UK | US94 Gold · (1 Wo.)US | Charteinstieg: 12. Dezember 2009 Verkäufe: + 500.000                                            |
| 2018 | Is That Alright? A Star Is Born (O.S.T.)                                                           | — | — | — | UK— SilberUK | US63 (1 Wo.)US | Charteinstieg: 20. Oktober 2018 Verkäufe: + 315.000                                             |
| 2020 | Alice Chromatica                                                                                   | — | — | — | UK29 (1 Wo.)UK | US84 (1 Wo.)US | Charteinstieg: 11. Juni 2020 Verkäufe: + 40.000                                                 |
| 2022 | Main Titles (You’ve Been Called Back to Top Gun) Top Gun: Maverick (Music from the Motion Picture) | — | — | CH95 (2 Wo.)CH | — | — | Charteinstieg: 5. Juni 2022 mit Harold Faltermeyer & Hans Zimmer                                |
| 2025 | Garden of Eden Mayhem                                                                              | DE92 (1 Wo.)DE | — | CH43 (1 Wo.)CH | UK23 (8 Wo.)UK | US52 (1 Wo.)US | Charteinstieg: 14. März 2025                                                                    |
| 2025 | Vanish into You Mayhem                                                                             | — | — | — | — | US61 (1 Wo.)US | Charteinstieg: 22. März 2025                                                                    |
| 2025 | How Bad Do U Want Me Mayhem                                                                        | — | — | — | — | US69 (1 Wo.)US | Charteinstieg: 22. März 2025                                                                    |
| 2025 | Perfect Celebrity Mayhem                                                                           | — | — | — | — | US81 (1 Wo.)US | Charteinstieg: 22. März 2025                                                                    |
| 2025 | Zombieboy Mayhem                                                                                   | — | — | — | — | US85 (1 Wo.)US | Charteinstieg: 22. März 2025                                                                    |
| 2025 | Killah Mayhem                                                                                      | — | — | — | — | US93 (1 Wo.)US | Charteinstieg: 22. März 2025 mit Gesaffelstein                                                  |
| 2025 | LoveDrug Mayhem                                                                                    | — | — | — | — | US95 (1 Wo.)US | Charteinstieg: 22. März 2025                                                                    |

### Als Gastmusikerin
| Jahr | Titel Album                             | Höchstplatzierung, Gesamtwochen, AuszeichnungChartplatzierungen (Jahr, Titel, Album, Platzierungen, Wochen, Auszeichnungen, Anmerkungen) | Höchstplatzierung, Gesamtwochen, AuszeichnungChartplatzierungen (Jahr, Titel, Album, Platzierungen, Wochen, Auszeichnungen, Anmerkungen) | Höchstplatzierung, Gesamtwochen, AuszeichnungChartplatzierungen (Jahr, Titel, Album, Platzierungen, Wochen, Auszeichnungen, Anmerkungen) | Höchstplatzierung, Gesamtwochen, AuszeichnungChartplatzierungen (Jahr, Titel, Album, Platzierungen, Wochen, Auszeichnungen, Anmerkungen) | Höchstplatzierung, Gesamtwochen, AuszeichnungChartplatzierungen (Jahr, Titel, Album, Platzierungen, Wochen, Auszeichnungen, Anmerkungen) | Anmerkungen                                                                                 |
| Jahr | Titel Album                             | DE | AT | CH | UK | US | Anmerkungen                                                                                 |
| ---- | --------------------------------------- | --- | --- | --- | --- | --- | ------------------------------------------------------------------------------------------- |
| 2009 | Chillin Attention: Deficit              | — | — | — | UK12 (6 Wo.)UK | US99 (1 Wo.)US | Erstveröffentlichung: 14. April 2009 Wale feat. Lady Gaga                                   |
| 2011 | 3-Way (The Golden Rule) The Wack Album  | — | — | — | — | — | Erstveröffentlichung: 21. Mai 2011 The Lonely Island feat. Justin Timberlake & Lady Gaga    |
| 2011 | The Lady Is a Tramp Duets II            | — | — | — | — | — | Erstveröffentlichung: 3. Oktober 2011 Tony Bennett feat. Lady Gaga; Original: Mitzi Green   |
| 2023 | Sweet Sounds of Heaven Hackney Diamonds | DE84 (1 Wo.)DE | — | CH72 (1 Wo.)CH | — | — | Erstveröffentlichung: 28. September 2023 The Rolling Stones feat. Lady Gaga & Stevie Wonder |

## Videoalben und Musikvideos

### Videoalben
| Jahr | Titel Musiklabel                                                                            | Höchstplatzierung, Gesamtwochen, AuszeichnungChartplatzierungen (Jahr, Titel, Musiklabel, Platzierungen, Wochen, Auszeichnungen, Anmerkungen) | Höchstplatzierung, Gesamtwochen, AuszeichnungChartplatzierungen (Jahr, Titel, Musiklabel, Platzierungen, Wochen, Auszeichnungen, Anmerkungen) | Höchstplatzierung, Gesamtwochen, AuszeichnungChartplatzierungen (Jahr, Titel, Musiklabel, Platzierungen, Wochen, Auszeichnungen, Anmerkungen) | Höchstplatzierung, Gesamtwochen, AuszeichnungChartplatzierungen (Jahr, Titel, Musiklabel, Platzierungen, Wochen, Auszeichnungen, Anmerkungen) | Höchstplatzierung, Gesamtwochen, AuszeichnungChartplatzierungen (Jahr, Titel, Musiklabel, Platzierungen, Wochen, Auszeichnungen, Anmerkungen) | Anmerkungen                                                                        |
| Jahr | Titel Musiklabel                                                                            | DE | AT | CH | UK | US | Anmerkungen                                                                        |
| ---- | ------------------------------------------------------------------------------------------- | --- | --- | --- | --- | --- | ---------------------------------------------------------------------------------- |
| 2010 | The Fame Monster: Video EP Interscope Records (UMG)                                         | DE*DE | AT*AT | CH*CH | UK*UK | US**US | Erstveröffentlichung: 7. Mai 2010 * siehe The Fame; ** siehe The Fame Monster      |
| 2011 | Lady Gaga Presents the Monster Ball Tour: At Madison Square Garden Interscope Records (UMG) | DE*DE | AT5 (3 Wo.)AT | CH2 (14 Wo.)CH | UK4 (28 Wo.)UK | US1 (64 Wo.)US | Erstveröffentlichung: 21. November 2011 Verkäufe: + 105.000; * siehe Born This Way |
| 2015 | Tony Bennett and Lady Gaga: Cheek to Cheek Live! Interscope Records (UMG)                   | DE*DE | AT7 (1 Wo.)AT | — | UK10 (4 Wo.)UK | US1 (42 Wo.)US | Erstveröffentlichung: 20. Januar 2015 * siehe Cheek to Cheek                       |

### Musikvideos
| Jahr | Titel                                              | Regie                                             |
| ---- | -------------------------------------------------- | ------------------------------------------------- |
| 2008 | Just Dance                                         | Melina Matsoukas                                  |
| 2008 | Beautiful, Dirty, Rich                             | Melina Matsoukas                                  |
| 2008 | Poker Face                                         | Ray Kay                                           |
| 2009 | Eh, Eh (Nothing Else I Can Say)                    | Joseph Kahn                                       |
| 2009 | LoveGame                                           | Joseph Kahn                                       |
| 2009 | Don’t Give Up                                      |                                                   |
| 2009 | Paparazzi                                          | Jonas Åkerlund                                    |
| 2009 | Chillin                                            | Chris Robinson                                    |
| 2009 | Video Phone (Extended Remix)                       | Hype Williams                                     |
| 2009 | Bad Romance                                        | Francis Lawrence                                  |
| 2010 | Telephone                                          | Jonas Åkerlund                                    |
| 2010 | Alejandro                                          | Steven Klein                                      |
| 2011 | Born This Way                                      | Nick Knight                                       |
| 2011 | Judas                                              | Laurie Ann Gibson                                 |
| 2011 | 3-Way (The Golden Rule)                            | Akiva Schaffer                                    |
| 2011 | The Edge of Glory                                  | Haus of Gaga                                      |
| 2011 | Yoü and I                                          | Stefani Germanotta, Laurie Ann Gibson             |
| 2011 | The Lady Is a Tramp                                | Unjoo Moon                                        |
| 2011 | Marry the Night                                    | Stefani Germanotta                                |
| 2011 | Bloody Mary                                        | Ruben Samuel Cortez                               |
| 2013 | Applause                                           | Vinoodh Matadin, Inez van Lamsweerde              |
| 2014 | G.U.Y.                                             | Stefani Germanotta                                |
| 2014 | Anything Goes                                      | Nicole Ehrlich, Harvey White                      |
| 2014 | I Can’t Give You Anything but Love                 | Nicole Ehrlich, Harvey White                      |
| 2014 | But Beautiful                                      | Nicole Ehrlich, Harvey White                      |
| 2014 | It Don’t Mean a Thing (If It Ain’t Got That Swing) | Nicole Ehrlich, Harvey White                      |
| 2015 | Til It Happens to You                              | Catherine Hardwicke                               |
| 2016 | Perfect Illusion                                   | Andrea Gelardin, Ruth Hogben                      |
| 2016 | Million Reasons                                    | Andrea Gelardin, Ruth Hogben                      |
| 2017 | John Wayne                                         | Jonas Åkerlund                                    |
| 2018 | Joanne (Where Do You Think You’re Goin’?)          | Andrea Gelardin, Ruth Hogben, Haus of Gaga        |
| 2018 | Shallow                                            |                                                   |
| 2018 | Look What I Found                                  |                                                   |
| 2018 | I’ll Never Love Again                              |                                                   |
| 2018 | Always Remember Us This Way                        |                                                   |
| 2020 | Stupid Love                                        | Daniel Askill                                     |
| 2020 | Rain on Me                                         | Robert Rodriguez                                  |
| 2020 | 911                                                | Tarsem Singh                                      |
| 2021 | I Get a Kick Out of You                            | Jennifer Lebeau                                   |
| 2021 | Love for Sale                                      |                                                   |
| 2022 | Hold My Hand                                       | Joseph Kosinsk                                    |
| 2024 | Die with a Smile                                   | Peter Hernandez, Daniel Ramos                     |
| 2024 | Disease                                            | Tanu Muino                                        |
| 2025 | Abracadabra                                        | Stefani Germanotta, Parris Goebel, Bethany Vargas |

## Autorenbeteiligungen
Lady Gaga schreibt und produziert die meisten ihrer Lieder selbst. Die folgende Liste beinhaltet Lieder, die von Gaga geschrieben, aber nicht selbst interpretiert wurden.
| Jahr | Titel Album                                  | Anmerkungen                                                                      |
| ---- | -------------------------------------------- | -------------------------------------------------------------------------------- |
| 2008 | Quicksand Circus                             | Erstveröffentlichung: 28. November 2008 Interpret: Britney Spears                |
| 2009 | Make Her Say Man on the Moon: The End of Day | Erstveröffentlichung: 9. Juni 2009 Interpret: Kid Cudi feat. Kanye West & Common |
| 2009 | Fever For Your Entertainment                 | Erstveröffentlichung: 23. November 2009 Interpret: Adam Lambert                  |
| 2011 | Hypnotico Love?                              | Erstveröffentlichung: 29. April 2011 Interpret: Jennifer Lopez                   |

Lady Gaga als Autorin in den Charts

| Jahr | Titel Interpretation                            | Höchstplatzierung, Gesamtwochen, AuszeichnungChartplatzierungen (Jahr, Titel, Interpretation, Platzierungen, Wochen, Auszeichnungen, Anmerkungen) | Höchstplatzierung, Gesamtwochen, AuszeichnungChartplatzierungen (Jahr, Titel, Interpretation, Platzierungen, Wochen, Auszeichnungen, Anmerkungen) | Höchstplatzierung, Gesamtwochen, AuszeichnungChartplatzierungen (Jahr, Titel, Interpretation, Platzierungen, Wochen, Auszeichnungen, Anmerkungen) | Höchstplatzierung, Gesamtwochen, AuszeichnungChartplatzierungen (Jahr, Titel, Interpretation, Platzierungen, Wochen, Auszeichnungen, Anmerkungen) | Höchstplatzierung, Gesamtwochen, AuszeichnungChartplatzierungen (Jahr, Titel, Interpretation, Platzierungen, Wochen, Auszeichnungen, Anmerkungen) | Anmerkungen                                              |
| Jahr | Titel Interpretation                            | DE | AT | CH | UK | US | Anmerkungen                                              |
| --- | ----------------------------------------------- | --- | --- | --- | --- | --- | -------------------------------------------------------- |
| 2009 | Make Her Say Kid Cudi feat. Kanye West & Common | DE85 (3 Wo.)DE | — | — | UK67 (2 Wo.)UK | US43 Platin · (15 Wo.)US | Erstveröffentlichung: 9. Juni 2009 Verkäufe: + 1.000.000 |
| 2010 | Poker Face Meg Pfeiffer                         | DE78 (1 Wo.)DE | — | — | — | — | Erstveröffentlichung: 20. August 2010                    |
| 2013 | Funkemarieche Brings feat. Carolin Kebekus      | DE73 (1 Wo.)DE | — | — | — | — | Erstveröffentlichung: 8. Februar 2013                    |
| Folgende Lieder erschienen nicht als Single, wurden aber durch das Album zum Download und Streaming bereitgestellt und konnten somit eine Platzierung erlangen: |                                                 | | | | | |                                                          |
| |                                                 | | | | | |                                                          |
| 2010 | Poker Face Glee Cast                            | — | — | — | UK27 (4 Wo.)UK | US20 (4 Wo.)US | Charteinstieg: 5. Juni 2010                              |
| 2010 | Bad Romance Glee Cast                           | — | — | — | UK41 (3 Wo.)UK | US54 (2 Wo.)US | Charteinstieg: 5. Juni 2010                              |
| 2010 | Telephone Glee Cast                             | — | — | — | UK25 (2 Wo.)UK | US23 (1 Wo.)US | Charteinstieg: 9. Oktober 2010                           |
| 2011 | Born This Way Glee Cast                         | — | — | — | UK52 (1 Wo.)UK | US44 (1 Wo.)US | Charteinstieg: 14. Mai 2011                              |
| 2011 | Yoü and I Glee Cast feat. Idina Menzel          | — | — | — | — | US69 (1 Wo.)US | Charteinstieg: 3. Dezember 2011                          |

## Promoveröffentlichungen
Promo-Singles

| Jahr | Titel Album                                                         | Höchstplatzierung, Gesamtwochen, AuszeichnungChartplatzierungen (Jahr, Titel, Album, Platzierungen, Wochen, Auszeichnungen, Anmerkungen) | Höchstplatzierung, Gesamtwochen, AuszeichnungChartplatzierungen (Jahr, Titel, Album, Platzierungen, Wochen, Auszeichnungen, Anmerkungen) | Höchstplatzierung, Gesamtwochen, AuszeichnungChartplatzierungen (Jahr, Titel, Album, Platzierungen, Wochen, Auszeichnungen, Anmerkungen) | Höchstplatzierung, Gesamtwochen, AuszeichnungChartplatzierungen (Jahr, Titel, Album, Platzierungen, Wochen, Auszeichnungen, Anmerkungen) | Höchstplatzierung, Gesamtwochen, AuszeichnungChartplatzierungen (Jahr, Titel, Album, Platzierungen, Wochen, Auszeichnungen, Anmerkungen) | Anmerkungen |
| Jahr | Titel Album                                                         | DE | AT | CH | UK | US | Anmerkungen |
| ---- | ------------------------------------------------------------------- | --- | --- | --- | --- | --- | --- |
| 2008 | Beautiful, Dirty, Rich The Fame                                     | — | — | — | UK83 (3 Wo.)UK | US— GoldUS | Erstveröffentlichung: 16. September 2008 Verkäufe: + 500.000                                                         |
| 2008 | Vanity –                                                            | — | — | — | — | — | Erstveröffentlichung: November 2008                                                                                  |
| 2008 | Christmas Tree –                                                    | — | — | — | — | — | Erstveröffentlichung: 16. Dezember 2008 feat. Space Cowboy                                                           |
| 2010 | Video Phone (Extended Remix) I Am … Sasha Fierce (The Bonus Tracks) | DE*DE | AT*AT | CH*CH | UK58 (3 Wo.)UK | US65 Platin · (5 Wo.)US | Erstveröffentlichung: 8. Februar 2010 Verkäufe: + 1.035.000; Beyoncé feat. Lady Gaga B-Seite von Broken-Hearted Girl |
| 2011 | Hair Born This Way                                                  | — | — | — | UK13 (2 Wo.)UK | US12 (1 Wo.)US | Erstveröffentlichung: 16. Mai 2011 Ersatz Promo-Single für The Edge of Glory                                         |
| 2011 | White Christmas A Very Gaga Holiday                                 | — | — | — | UK87 (1 Wo.)UK | — | Erstveröffentlichung: 19. Dezember 2011 Original: Bing Crosby                                                        |
| 2012 | Heavy Metal Lover Born This Way                                     | — | — | — | — | — | Erstveröffentlichung: 27. Februar 2012                                                                               |
| 2013 | Venus Artpop                                                        | DE35 (2 Wo.)DE | AT36 (2 Wo.)AT | CH18 (1 Wo.)CH | UK76 (1 Wo.)UK | US32 (1 Wo.)US | Erstveröffentlichung: 27. Oktober 2013 Verkäufe: + 32.589; ursprünglich geplante Singleauskopplung                   |
| 2013 | Dope Artpop                                                         | DE34 (1 Wo.)DE | AT28 (1 Wo.)AT | CH15 (1 Wo.)CH | — | US8 (2 Wo.)US | Erstveröffentlichung: 4. November 2013 Verkäufe: + 2.420                                                             |
| 2014 | Winter Wonderland –                                                 | — | — | — | — | — | Erstveröffentlichung: 9. Dezember 2014 mit Tony Bennett; Original: Richard Himber with Joey Nash                     |
| 2016 | A-Yo Joanne                                                         | — | — | CH62 (1 Wo.)CH | UK66 (1 Wo.)UK | US66 (1 Wo.)US | Erstveröffentlichung: 18. Oktober 2016 Verkäufe: + 30.000; ursprünglich geplante Singleauskopplung                   |
| 2017 | John Wayne Joanne                                                   | — | — | — | — | — | Erstveröffentlichung: 20. Februar 2017 Verkäufe: + 30.000                                                            |
| 2018 | Your Song Revamp: The Songs of Elton John & Bernie Taupin (Sampler) | — | — | — | — | — | Erstveröffentlichung: 30. März 2018 Verkäufe: + 20.000; Original: Elton John                                         |
| 2020 | Sour Candy Chromatica                                               | — | AT42 (1 Wo.)AT | CH30 (1 Wo.)CH | UK17 Silber · (5 Wo.)UK | US33 Gold · (2 Wo.)US | Erstveröffentlichung: 28. Mai 2020 Verkäufe: + 975.000; mit Blackpink                                                |

## Sonderveröffentlichungen

### Alben
| Jahr | Titel Musiklabel                           | Anmerkungen                                                        |
| ---- | ------------------------------------------ | ------------------------------------------------------------------ |
| 2010 | The Singles Interscope Records (UMG Japan) | Erstveröffentlichung: 8. Dezember 2010 nur in Japan veröffentlicht |

| Jahr | Titel Musiklabel                         | Anmerkungen                                                                                    |
| ---- | ---------------------------------------- | ---------------------------------------------------------------------------------------------- |
| 2006 | Red and Blue Eigenvertrieb               | Erstveröffentlichung: 9. März 2006 als Stefani Germanotta; Vertrieb nur im The Bitter End Cafe |
| 2009 | Hitmixes Interscope Records (UMG Canada) | Erstveröffentlichung: 25. August 2009 nur in Kanada veröffentlicht                             |

| Jahr | Titel Musiklabel                                       | Anmerkungen                                                                                            |
| ---- | ------------------------------------------------------ | --- |
| 2011 | Born This Way: The Collection Interscope Records (UMG) | Erstveröffentlichung: 18. November 2011 erweiterte Fassung; Verkäufe werden Born This Way hinzuaddiert |

### Lieder
| Jahr | Titel Album                                                         | Anmerkungen                                                                                  |
| ---- | ------------------------------------------------------------------- | -------------------------------------------------------------------------------------------- |
| 2006 | Fountain of Truth The Portal in the Park (Deluxe Edition)           | Erstveröffentlichung: November 2006 Grandmaster Mele Mel feat. Lady Gaga                     |
| 2006 | World Family Tree The Portal in the Park (Deluxe Edition)           | Erstveröffentlichung: November 2006 Grandmaster Mele Mel feat. Lady Gaga                     |
| 2008 | Big Girl Now The Block                                              | Erstveröffentlichung: 2. September 2008 New Kids on the Block feat. Lady Gaga                |
| 2009 | Murder My Heart One World One Love                                  | Erstveröffentlichung: 21. September 2009 Michael Bolton feat. Lady Gaga                      |
| 2009 | Chillin Attention Deficit                                           | Erstveröffentlichung: 7. November 2009 Wale feat. Lady Gaga                                  |
| 2009 | Video Phone (Extended Remix) I Am … Sasha Fierce (The Bonus Tracks) | Erstveröffentlichung: 20. November 2009 Beyoncé feat. Lady Gaga                              |
| 2010 | 2009 BRIT Awards Performance Pandemonium                            | Erstveröffentlichung: 23. Februar 2010 Pet Shop Boys feat. Brandon Flowers & Lady Gaga       |
| 2011 | The Lady Is a Tramp Duets II                                        | Erstveröffentlichung: 20. September 2011 Tony Bennett feat. Lady Gaga; Original: Mitzi Green |
| 2013 | 3-Way (The Golden Rule) The Wack Album                              | Erstveröffentlichung: 7. Juni 2013 The Lonely Island feat. Justin Timberlake & Lady Gaga     |
| 2017 | Find Yourself Lukas Nelson & Promise of the Real                    | Erstveröffentlichung: 25. August 2017 Lukas Nelson & Promise of the Real feat. Lady Gaga     |
| 2018 | I Want Your Love It’s About Time                                    | Erstveröffentlichung: 28. September 2018 Chic + Nile Rodgers feat. Lady Gaga                 |
| 2023 | Sweet Sounds of Heaven Hackney Diamonds                             | Erstveröffentlichung: 20. Oktober 2023 The Rolling Stones feat. Lady Gaga & Stevie Wonder    |

| Jahr | Titel Album                                               | Anmerkungen                                                   |
| ---- | --------------------------------------------------------- | ------------------------------------------------------------- |
| 2016 | La vie en rose (Live) Tony Bennett Celebrates 90          | Erstveröffentlichung: 16. Dezember 2016 Original: Édith Piaf  |
| 2016 | The Lady Is a Tramp (Live) Tony Bennett Celebrates 90     | Erstveröffentlichung: 16. Dezember 2016 Original: Mitzi Green |
| 2018 | Your Song Revamp: The Songs of Elton John & Bernie Taupin | Erstveröffentlichung: 30. März 2018 Original: Elton John      |

| Jahr | Titel Soundtrack                                    | Anmerkungen                                          |
| ---- | --------------------------------------------------- | ---------------------------------------------------- |
| 2009 | Fashion Shopaholic – Die Schnäppchenjägerin         | Erstveröffentlichung: 17. Februar 2009               |
| 2011 | Hello, Hello Gnomeo und Julia                       | Erstveröffentlichung: 8. Februar 2011 mit Elton John |
| 2014 | We’re Doing a Sequel Muppets Most Wanted            | Erstveröffentlichung: 18. März 2014 mit Muppets      |
| 2015 | Til It Happens to You Freiwild – Tatort Universität | Erstveröffentlichung: 27. Februar 2015               |

## Statistik

### Chartauswertung
Die folgende Aufstellung beinhaltet eine Übersicht über die Charterfolge Gagas in den Album-, Single- und Musik-DVD-Charts. In Deutschland besteht die Besonderheit, dass Videoalben sich ebenfalls in den Albumcharts platzieren, in den weiteren Ländern stammen die Chartausgaben aus den Musik-DVD-Charts. Unter den Singles befinden sich nur Interpretationen von Gaga, reine Autorenbeteiligungen sind nicht mit inbegriffen.
|                     | DE     | AT     | CH     | UK     | US     |
| ------------------- | ------ | ------ | ------ | ------ | ------ |
| Nummer-eins-Alben   | DE3DE  | AT5AT  | CH5CH  | UK6UK  | US7US  |
| Top-10-Alben        | DE9DE  | AT12AT | CH11CH | UK10UK | US11US |
| Alben in den Charts | DE12DE | AT12AT | CH12CH | UK13UK | US16US |

|                       | DE     | AT     | CH     | UK     | US     |
| --------------------- | ------ | ------ | ------ | ------ | ------ |
| Nummer-eins-Singles   | DE4DE  | AT4AT  | CH4CH  | UK6UK  | US6US  |
| Top-10-Singles        | DE14DE | AT17AT | CH18CH | UK17UK | US18US |
| Singles in den Charts | DE30DE | AT29AT | CH34CH | UK41UK | US46US |

|                          | DE    | AT    | CH    | UK    | US    |
| ------------------------ | ----- | ----- | ----- | ----- | ----- |
| Nummer-eins-Videoalben   | DE—DE | AT—AT | CH—CH | UK—UK | US2US |
| Top-10-Videoalben        | DE—DE | AT2AT | CH1CH | UK2UK | US2US |
| Videoalben in den Charts | DE—DE | AT2AT | CH1CH | UK2UK | US2US |

### Auszeichnungen für Musikverkäufe
Die Lieder 1000 Doves (+ 40.000), Before I Cry (+ 20.000), Chromatica II (+ 20.000), Enigma (+ 40.000), Fun Tonight (+ 160.000), Hair Body Face (+ 20.000), I’ll Never Love (+ 20.000), La vie en rose (+ 40.000), Look What I Found (+ 355.000), Music to My Eyes (+ 255.000) und Starstruck (+ 1.035.000) wurden weder als Singles veröffentlicht, noch konnten sie aufgrund von Downloads oder Streaming die Charts erreichen, dennoch erhielten diese Schallplattenauszeichnungen.
| Land/RegionAuszeichnungen für Musikverkäufe (Land/Region, Auszeichnungen, Verkäufe, Quellen) | Silber     | Gold         | Platin         | Diamant       | Verkäufe    | Quellen                                                   |
| -------------------------------------------------------------------------------------------- | ---------- | ------------ | -------------- | ------------- | ----------- | --------------------------------------------------------- |
| Argentinien (CAPIF)                                                                          | —          | Gold1        | —              | —             | 15.000      | Einzelnachweise                                           |
| Australien (ARIA)                                                                            | —          | 14× Gold14   | 152× Platin152 | —             | 11.020.000  | aria.com.au                                               |
| Belgien (BRMA)                                                                               | —          | 9× Gold9     | 14× Platin14   | —             | 620.000     | ultratop.be                                               |
| Brasilien (PMB)                                                                              | —          | 10× Gold10   | 52× Platin52   | 35× Diamant35 | 9.130.000   | pro-musicabr.org.br                                       |
| Chile (IFPI)                                                                                 | —          | —            | 4× Platin4     | —             | 60.000      | Einzelnachweise                                           |
| Dänemark (IFPI)                                                                              | —          | 12× Gold12   | 35× Platin35   | —             | 1.750.000   | ifpi.dk                                                   |
| Deutschland (BVMI)                                                                           | —          | 12× Gold12   | 19× Platin19   | —             | 7.050.000   | musikindustrie.de                                         |
| Europa (IFPI)                                                                                | —          | —            | 6× Platin6     | —             | (6.000.000) | ifpi.org (Memento vom 1. Januar 2014 im Internet Archive) |
| Finnland (IFPI)                                                                              | —          | 2× Gold2     | 8× Platin8     | —             | 286.299     | ifpi.fi                                                   |
| Frankreich (SNEP)                                                                            | —          | 6× Gold6     | 10× Platin10   | 9× Diamant9   | 6.138.765   | infodisc.fr snepmusique.com                               |
| Golf-Kooperationsrat (IFPI)                                                                  | —          | Gold1        | 2× Platin2     | —             | 15.000      | ifpi.org                                                  |
| Griechenland (IFPI)                                                                          | —          | Gold1        | 8× Platin8     | —             | 156.000     | Einzelnachweise                                           |
| Indien (IMI)                                                                                 | —          | Gold1        | —              | —             | 4.000       | Einzelnachweise                                           |
| Indonesien (ASIRI)                                                                           | —          | Gold1        | —              | —             | 10.000      | Einzelnachweise                                           |
| Irland (IRMA)                                                                                | —          | —            | 11× Platin11   | —             | 155.000     | irishcharts.ie                                            |
| Italien (FIMI)                                                                               | —          | 8× Gold8     | 41× Platin41   | —             | 2.780.000   | fimi.it                                                   |
| Japan (RIAJ)                                                                                 | —          | 11× Gold11   | 12× Platin12   | 2× Diamant2   | 4.450.000   | riaj.or.jp JP2 JP3                                        |
| Kanada (MC)                                                                                  | —          | 9× Gold9     | 58× Platin58   | 4× Diamant4   | 8.140.000   | musiccanada.com                                           |
| Kolumbien (ASINCOL)                                                                          | —          | Gold1        | —              | —             | 5.000       | Einzelnachweise                                           |
| Libanon (IFPI)                                                                               | —          | Gold1        | —              | —             | 3.000       | ifpi.org                                                  |
| Malaysia (RIM)                                                                               | —          | —            | 12× Platin12   | —             | 180.000     | Einzelnachweise                                           |
| Mexiko (AMPROFON)                                                                            | —          | 2× Gold2     | 5× Platin5     | —             | 500.000     | amprofon.com.mx                                           |
| Neuseeland (RMNZ)                                                                            | —          | 12× Gold12   | 73× Platin73   | —             | 1.927.500   | aotearoamusiccharts.co.nz NZ2 NZ3 NZ4                     |
| Niederlande (NVPI)                                                                           | —          | Gold1        | 2× Platin2     | —             | 125.000     | nvpi.nl                                                   |
| Norwegen (IFPI)                                                                              | —          | 7× Gold7     | 77× Platin77   | —             | 3.370.000   | ifpi.no                                                   |
| Österreich (IFPI)                                                                            | —          | 9× Gold9     | 36× Platin36   | —             | 1.067.500   | ifpi.at                                                   |
| Philippinen (PARI)                                                                           | —          | —            | 12× Platin12   | —             | 180.000     | Einzelnachweise                                           |
| Polen (ZPAV)                                                                                 | —          | 4× Gold4     | 22× Platin22   | 6× Diamant6   | 2.100.000   | olis.pl                                                   |
| Portugal (AFP)                                                                               | —          | Gold1        | 20× Platin20   | —             | 230.000     | Einzelnachweise                                           |
| Russland (NFPF)                                                                              | —          | 2× Gold2     | 12× Platin12   | —             | 980.000     | 2m-online.ru                                              |
| Schweden (IFPI)                                                                              | —          | 5× Gold5     | 30× Platin30   | —             | 1.770.000   | sverigetopplistan.se                                      |
| Schweiz (IFPI)                                                                               | —          | 7× Gold7     | 19× Platin19   | —             | 610.000     | hitparade.ch                                              |
| Singapur (RIAS)                                                                              | —          | 2× Gold2     | 4× Platin4     | —             | 50.000      | rias.org.sg                                               |
| Spanien (Promusicae)                                                                         | —          | 14× Gold14   | 23× Platin23   | —             | 1.500.000   | elportaldemusica.es ES2                                   |
| Südkorea (KMCA)                                                                              | —          | —            | —              | —             | 2.098.334   | Einzelnachweise                                           |
| Ungarn (MAHASZ)                                                                              | —          | 3× Gold3     | 2× Platin2     | —             | 20.000      | slagerlistak.hu                                           |
| Vereinigte Staaten (RIAA)                                                                    | —          | 8× Gold8     | 77× Platin77   | 3× Diamant3   | 112.006.000 | riaa.com                                                  |
| Vereinigtes Königreich (BPI)                                                                 | 9× Silber9 | 11× Gold11   | 52× Platin52   | —             | 33.996.000  | bpi.co.uk                                                 |
| Zentralamerika (CFC)                                                                         | —          | Gold1        | 3× Platin3     | —             | 245.000     | cfc-musica.com                                            |
| Insgesamt                                                                                    | 9× Silber9 | 189× Gold189 | 913× Platin913 | 59× Diamant59 |             |                                                           |